# Šumska svijeća
Šumska svijeća (debela stapka, lat. Sarcocaulon, po nekim autorima sinonim od Monsonia), biljni rod u porodici iglicovki, sastoji se od desetak vrsta grmova s juga Afrike. Smatra se sestrinskim rodom Monsonije, a ne njezinim sinonimom.
Šumske svijeće su sukulenti, trnoviti grmovi s kratkom stabljikom koja je razgranata odmah iznad tla. Grane su mesnate, poluuspravne ili uspravne.
1. Sarcocaulon camdeboense Moffett
2. Sarcocaulon ciliatum Moffett
3. Sarcocaulon flavescens S.E.A.Rehm
4. Sarcocaulon herrei L.Bolus
5. Sarcocaulon inerme S.E.A.Rehm
6. Sarcocaulon lheritieri Sweet
7. Sarcocaulon marlothii Engl.
8. Sarcocaulon mossamedense (Welw. ex Oliv.) Hiern
9. Sarcocaulon multifidum R.Knuth
10. Sarcocaulon patersonii (DC.) G.Don
11. Sarcocaulon peniculinum Moffett
12. Sarcocaulon salmoniflorum Moffett
13. Sarcocaulon spinosum (Burm.f.) Kuntze
14. Sarcocaulon vanderietiae L.Bolus

## Vanjske poveznice
|  | Zajednički poslužitelj ima još gradiva o temi Sarcocaulon |
|  | Wikivrste imaju podatke o taksonu Sarcocaulon             |